# Tmesisternus laensis
Tmesisternus laensis là một loài bọ cánh cứng trong họ Cerambycidae.